# Wilkowice Bystra

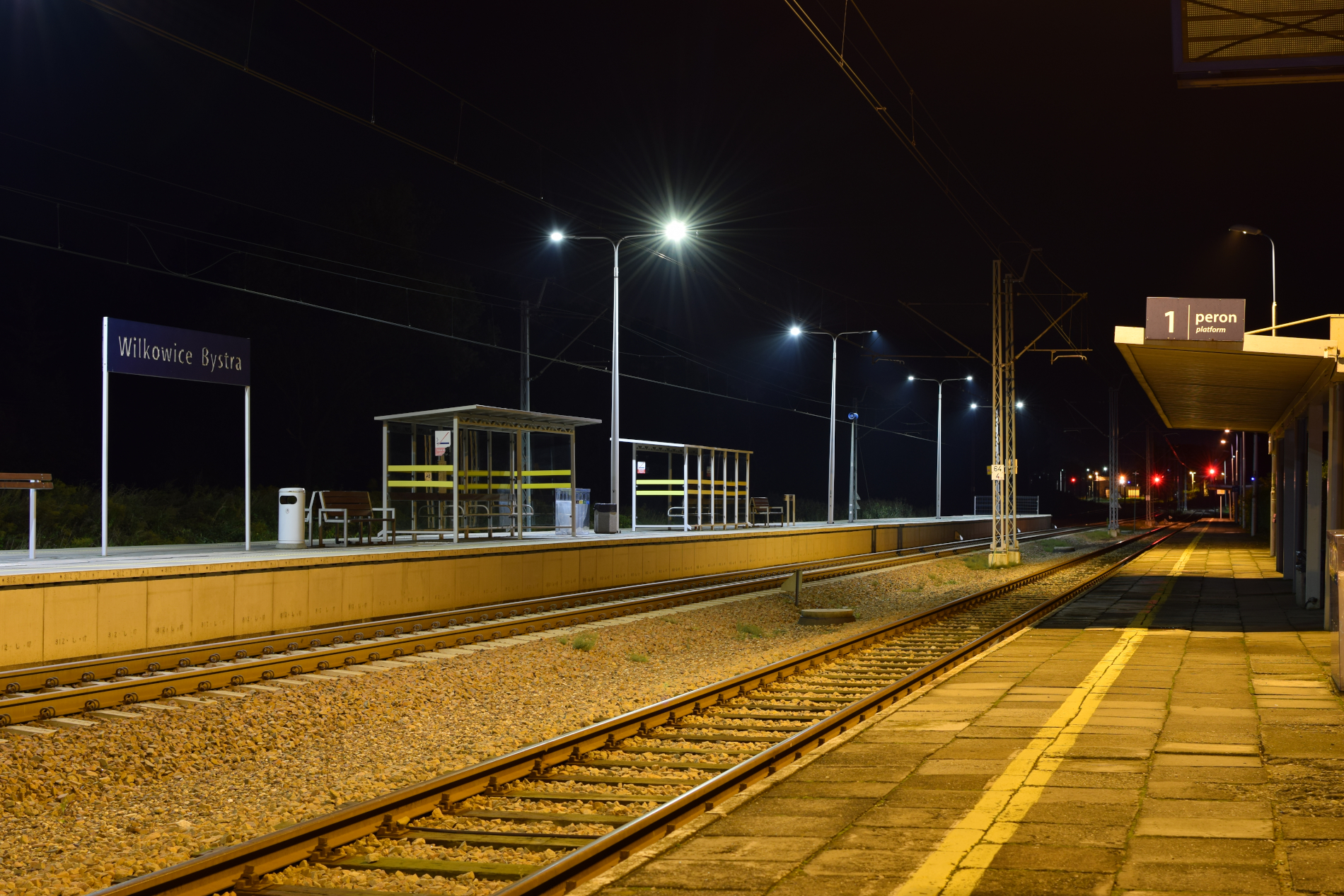
Stacja Wilkowice Bystra (2022) po remoncie peronu

Wilkowice – stacja kolejowa w Wilkowicach, w województwie śląskim, w Polsce.

## Ruch pasażerski
| Rok  | Wymiana pasażerska na dobę |
| ---- | -------------------------- |
| 2017 | 150-200                    |
| 2022 | 300-499                    |

## Szlaki turystyczne biegnące przez stację
- na Klimczok przez Meszną oraz Chatę na Groniu - 2.45 h
- na Magurkę - 1.30 h
- na Klimczok przez Kołowrót - 2.15 h
- na Klimczok płajem  - 2.30 h